# Salpornis
A Salpornis a madarak osztályának verébalakúak (Passeriformes) rendjébe és a fakuszfélék (Certhiidae) családba tartozó nem.

## Rendszerezésük
A nemet George Robert Gray írta le 1847-ben, jelenleg az alábbi 2 faj tartozik ide:
- Salpornis salvadori
- pettyes fakusz (Salpornis spilonotus)

## Előfordulásuk
A Salpornis salvadori Afrikában, a Salpornis spilonotus India területén honos. A természetes élőhelyük trópusi és szubtrópusi lombhullató erdők és száraz szavannák. Állandó, nem vonuló fajok.

## Megjelenésük
Testhosszuk 13–15 centiméter közötti.

## Életmódjuk
Rovarokkal és pókokkal táplálkoznak.